# Ian Curtis
Ian Kevin Curtis (15. července 1956 – 18. května 1980) byl spoluzakladatel, zpěvák, textař a frontman kapely Joy Division.

## Život
Narodil se 15. července 1956 v Manchesteru, vyrůstal v Macclesfieldu, kde navštěvoval tamější střední školu The King's School. Brzy v sobě objevil básnický talent a lásku k hudbě. Byl ovlivněn spisovateli Williamem Burroughsem, J. G. Ballardem a Josephem Conradem. Jeho hudebním vzorem byl David Bowie a Iggy Pop, jehož desku The Idiot si údajně pustil těsně před sebevraždou. Literární odkazy se promítly do druhého a zároveň posledního alba kapely Joy Division s názvem Closer. Například píseň Colony byla inspirována povídkou V Kárném táboře od Franze Kafky
V roce 1975 se oženil s Deborah Woodruff, v době svatby mu bylo pouhých 18 let. Výchovu dcery Natalie (narozena 16. dubna 1979) komplikovala Ianova domácí nepřítomnost a také milenka Annik Honoré, se kterou se seznámil po jednom z koncertů.
Od roku 1977 působil v Joy Division jako zpěvák, kytarista, skladatel a textař. Při vystupování Ian „vynalezl“ jedinečný taneční styl, který připomínal epileptický záchvat, jímž ve svém životě doopravdy trpěl (epileptický záchvat Corrine Lewisové, ženy trpící epilepsií, jež za ním přišla do práce, aby získala zaměstnání, ho údajně inspirovala k napsání písně She's Lost Control) – publikum při vystoupeních si tak nemohlo být jisto jestli tancuje, nebo má opravdu záchvat. Několikrát se v průběhu koncertu přímo na pódiu zhroutil a musel být odnesen.
Lékaři mu proti záchvatům předepsali množství léků, jelikož si sami nebyli jistí, jaký medikament bude fungovat. Frustrovaný Ian však nevěřil v naději na vyléčení, čím dál více propadal depresím a alkoholu. Jeho zdraví se ke konci života v souvislosti s častým vystupováním kapely zhoršovalo. 18. května 1980 spáchal ve svém bytě sebevraždu oběšením na prádelní šňůře. Stejným způsobem skonala i anglická dramatička Sarah Kane, jejímž idolem byl právě Ian Curtis a jehož hudbu si před sebevraždou pouštěla.
Na jeho náhrobku je, kromě jména a životních dat, vytesáno i heslo "Love will tear us apart", tedy jméno asi největšího hitu kapely Joy Division.
V roce 2007 vešel do kin biografický snímek s názvem Control mapující krátký život Iana Curtise. Režisér Anton Corbijn se zaměřil na vyjádření niterních pocitů a myšlenkových pochodů Curtise, kapela Joy Division zůstává spíše na pozadí. Film čerpá především ze vzpomínkové knihy Touching from a Distance, jejíž autorkou je Ianova manželka Deborah. Titulní postavu ztvárnil Sam Riley, mj. zpěvák skupiny 10 000 Things.